# Hypomyces lactifluorum
Hypomyces lactifluorum (syn. Hypolyssus lactifluorum) ist ein Schlauchpilz aus der Familie der Krustenkugelpilzverwandten (Hypocreaceae), der parasitisch auf Sprödblättlern lebt. Im englischen Sprachraum werden durch den schimmelartigen Pilz deformierte Wirtsfruchtkörper aufgrund ihrer hummerähnlichen Farbe und des an Schalentiere erinnernden Aromas auch lobster mushrooms (Hummerpilze) genannt. Sie gelten in Nordamerika als Handelspilz.

## Merkmale

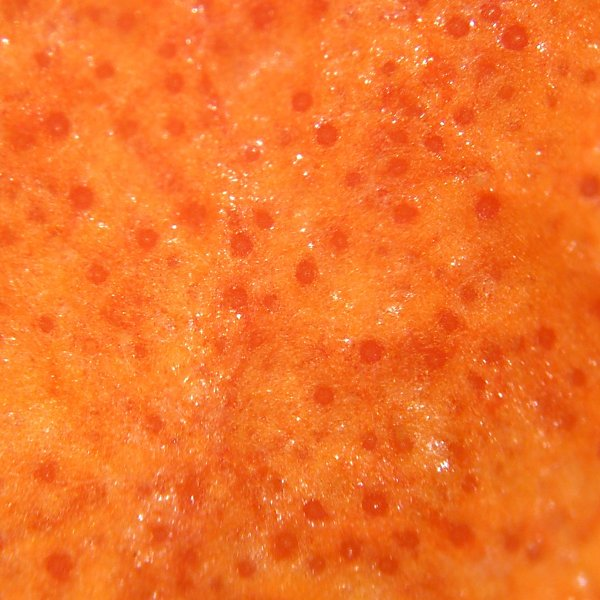
Ausschnittsvergrößerung: Die Perithecien von Hypomyces lactifluorum heben sich als dunklere Punkte vom umgebenden Subikulum ab.

### Makroskopische Merkmale
Der Pilz überzieht die Fruchtkörper von Täublingen und Milchlingen mit einem schimmelartigen harten Belag und färbt sie durch das darunterliegend Hyphengeflecht, das Subiculum, hellorange bis rot-violett. Die regelmäßig verstreut liegenden Perithecien erkennt man als dunkle Pünktchen auf der infizierten Hutoberfläche. Die Perithecien sind ei- bis birnenförmig, werden 400–600 × 200–450 Mikrometer groß und sind gewöhnlich dunkler als das umliegende Subikulum gefärbt.

### Mikroskopische Merkmale
Die lang zylindrischen Schläuche sind durchschnittlich 200–260 × 5–10 Mikrometer groß. Die Ascosporen messen 35–50 × 4–5 Mikrometer. Sie sind deutlich warzig, spindelförmig und stets zweizellig. Sowohl die Perithecien als auch das Subikulum färben sich mit Kalilauge dunkelrot bis schwarz-violett.

## Ökologie
Hypomyces lactifluorum befällt ausschließlich Weiß-Täublinge aus der Sektion Plorantes, insbesondere den Schmalblättrigen Weiß-Täubling (Russula chloroides, syn. R. brevipes), und weiße Milchlinge aus der Sektion Albati wie den Langstieligen Pfeffer-Milchling (Lactarius piperatus). Manche Autoren bezweifeln allerdings diese enge Wirtspezifität.

## Verbreitung
Er kommt ausschließlich in Nordamerika vor, und zwar in Kanada in den Provinzen British Columbia, Manitoba, New Brunswick, Nova Scotia, Ontario, Prince Edward Island und Québec, in den Vereinigten Staaten östlich des Mississippi und in den Staaten Arizona, Colorado, Idaho, Iowa, Kansas, Missouri, New Mexico Oregon, Texas, Washington und North Dakota, in Mexiko in den Provinzen Chiapas,
Chihuahua, Distrito Federal, Durango, Guerrero, Hidalgo, Jalisco, Morelos, Nuevo León, Puebla und Veracruz und in Guatemala.

## Bedeutung

### Speisewert

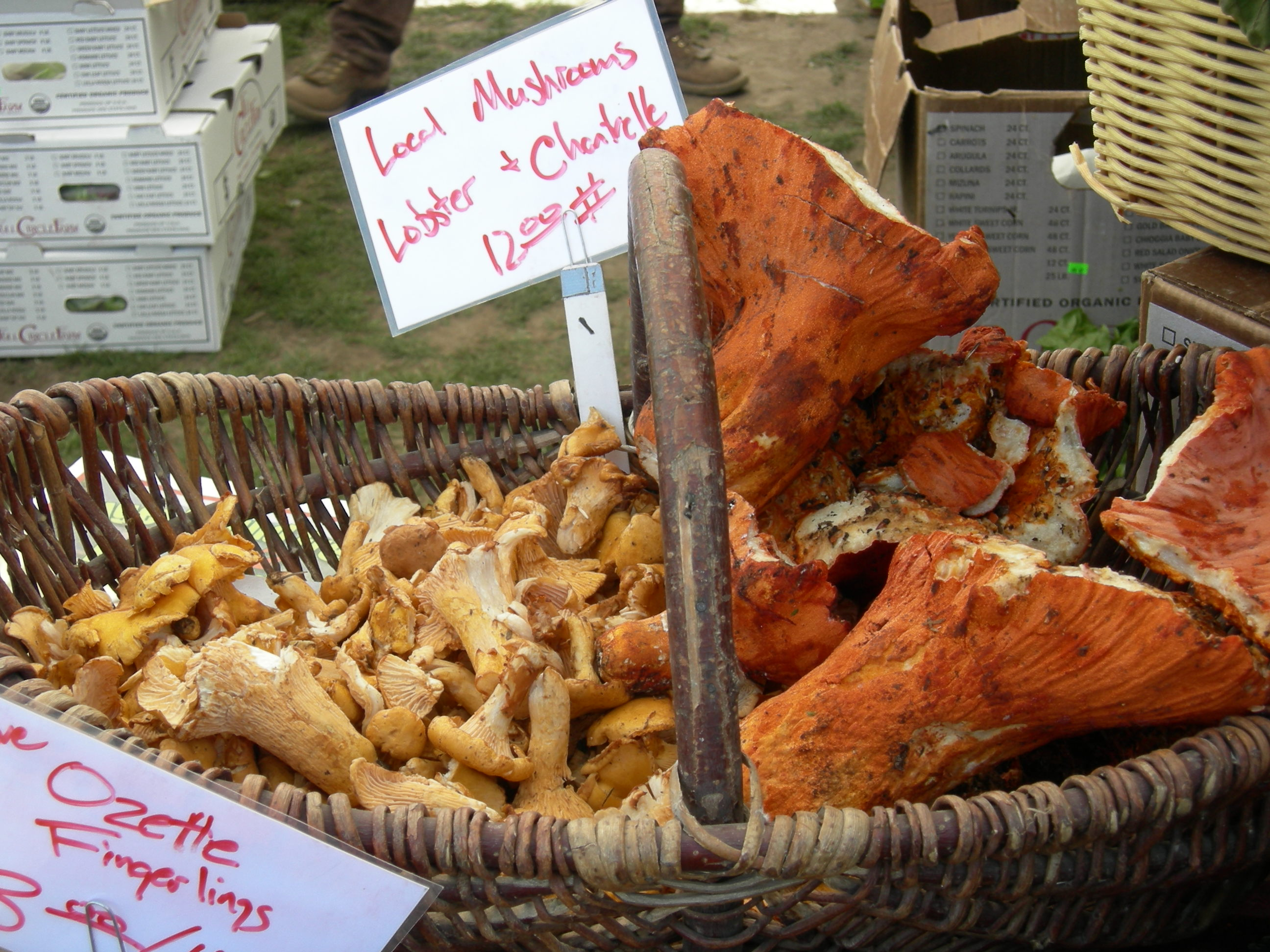
Zum Verkauf angebotene Pfifferlinge (links) und Hummerpilze (rechts)

Von Hypomyces lactifluorum befallene Pilze werden vor allem in Mexiko aber auch in den USA als Marktpilz geschätzt. Die Fruchtkörper unbefallener Wirtspilze besitzen im Falle des Schmalblättrigen Weiß-Täublings nur einen mäßigen Speisewert und sind beim Langstieligen Pfeffer-Milchling ohne spezielle Zubereitung aufgrund der scharfen Milch sogar ungenießbar. Durch den Befall wird ihr Geschmack und Wert erheblich gesteigert.